# سباستيان أسيس
سباستيان أسيس (بالإسبانية: Sebastián Assis)‏ هو لاعب كرة قدم أوروغواياني في مركزي الوسط، ولد في 4 مارس 1993 في تاكواريمبو ‏ في الأوروغواي. لعب مع يونيون دي سانتا في.

## وصلات خارجية
- سباستيان أسيس على موقع قاعدة بيانات كرة القدم.إي يو (الإنجليزية)
- سباستيان أسيس على موقع Soccerway.com (الإنجليزية)